# Wunmi Mosaku
Wunmi Mosaku (Zaria, 31 luglio 1986) è un'attrice britannica di origini nigeriane.

## Biografia
Mosaku è nata a Zaria, in Nigeria, e successivamente emigrata in Manchester, in Inghilterra, dove ha frequentato la Trinity Church of England High School e il Xaverian Sixth Form College. Ha anche cantato nel Manchester Girls Choir per undici anni.
Nel 2007 si è laureata alla RADA e ha debuttato sul palco all'Arcola Theatre nello spettacolo The Great Theatre of the World di Pedro Calderón de la Barca. In seguito è comparsa in Rough Crossings, diretto da Rupert Goold e basato sull'omonimo libro di Simon Schama, al Lyric Hammersmith; in The Vertical Hour di David Hare e in Truth and Reconciliation, entrambi al Royal Court Theatre e in Mules al Young Vic. Nel 2009 ha recitato in Katrina, riguardante la storia di sei persone e della loro lotta di sopravvivenza quando, nell'agosto del 2005, l'Uragano Katrina devastò New Orleans. Mosaku era stata scelta per il ruolo di Sophie per la prima di Ruined, di Lynn Nottage, all'Almeida Theatre, ma a causa di un infortunio non ha potuto recitarvi.
Nel 2008 ha partecipato alla prima di Underexposed al National Portrait Gallery, al fine di mettere in risalto il ruolo delle persone di colore e celebrare la comunità nera britannica.
È stata scelta per la copertina della rivista Screen International di giugno-luglio 2009 come una delle future stelle del Regno Unito, e descritta sul Nylon Magazine, nel 2011, come una delle giovani promesse di Hollywood.
Nel 2010 Mosaku è stata nominata come una delle sette nuove promesse del Toronto International Film Festival per I Am Slave, dove ha recitato come protagonista, interpretando Malia, una ragazza che viene rapita dal suo villaggio in Sudan e venduta come schiava. Per la sua interpretazione è stata premiata come migliore attrice al Black Film Festival di Birmingham, come migliore interpretazione sul piccolo schermo al Cultural Diversity Awards e come migliore interpretazione femminile al Screen Nation Awards.
Nel 2017 viene premiata con un BAFTAs come miglior attrice non protagonista per il film Damilola, Our Loved Boy.

## Filmografia

### Cinema
- The Women of Troy, regia di Phil Hawkins (2006)
- Honeymooner, regia di Col Spector (2010)
- Womb, regia di Benedek Fliegauf (2010)
- Stolen, regia di Justin Chadwick (2011)
- Citadel, regia di Ciaran Foy (2012)
- Philomena, regia di Stephen Frears (2013)
- Batman v Superman: Dawn of Justice, regia di Zack Snyder (2016)
- His House, regia di Remi Weeks (2020)
- Call Jane, regia di Phyllis Nagy (2022)
- Alice, Darling, regia di Mary Nighy (2022)
- Deadpool & Wolverine, regia di Shawn Levy (2024)
- I peccatori (Sinners), regia di Ryan Coogler (2025)

### Televisione
- Sold - serie TV, episodio 1x05 (2007)
- Never Better - serie TV, episodio 1x05 (2008)
- Doctors - serie TV, puntata 10x77 (2008)
- Metropolitan Police (The Bill) - serie TV, episodio 24x64 (2008)
- Moses Jones - serie TV, 3 episodi (2009)
- Father & Son - serie TV, 4 episodi (2009)
- Testimoni silenziosi (Silent Witness) - serie TV, 4 episodi (2010)
- One Night in Emergency - film TV, regia di Michael Offer (2010)
- Law & Order: UK - serie TV, episodio 3x05 (2010)
- I Am Slave - film TV, regia di Gabriel Range (2010)
- Vera - serie TV, 5 episodi (2011)
- 32 Brinkburn Street - serie TV, 5 episodi (2011)
- Body Farm - Corpi da reato (Body Farm) - serie TV, 6 episodi (2011)
- Jo - serie TV, 8 episodi (2011)
- Dancing on the Edge - serie TV, 6 episodi (2013)
- Truckers - serie TV, episodio 1x03 (2013)
- In the Flesh - serie TV, 6 episodi (2014)
- Black Mirror - serie TV, episodio 3x02 (2016)
- Fearless – serie TV, 6 episodi (2017)
- The End of the F***ing World – serie TV, 5 episodi (2017)
- Luther – serie TV, 4 episodi (2019)
- Temple – serie TV, 6 episodi (2019)
- Lovecraft Country - La terra dei demoni (Lovecraft Country) – serie TV, 8 episodi (2020)
- Loki – serie TV, 11 episodi (2021-2023)
- We Own This City - Potere e corruzione (We Own This City) – miniserie TV, 6 puntate (2022)

## Doppiatrici italiane
Nelle versioni in italiano delle opere in cui ha recitato, Wunmi Mosaku è stata doppiata da:
- Letizia Scifoni in Vera, Temple, We Own This City - Potere e corruzione
- Mattea Serpelloni in Capital, Loki, Deadpool & Wolverine
- Chiara Gioncardi in Philomena, Lovecraft Country - La terra dei demoni
- Alessia Amendola in His House
- Emanuela Baroni in Body Farm - Corpi da reato
- Giò Giò Rapattoni in Jo
- Monica Bertolotti in Black Mirror
- Gemma Donati in Call Jane
- Beatrice Caggiula in Alice, Darling
- Valentina Stredini ne I peccatori